# Barrer
Barrer (nach Richard Maling Barrer) ist eine Einheit im Technischen Maßsystem (keine SI-Einheit) für die Gaspermeabilität von Stoffen. Die Einheit wird u. a. bei der Beschreibung der Eigenschaften von Membranen und Dichtungsmaterialien verwendet.
Eine vergleichbare Einheit, welche die Permeabilität poröser Stoffe für Flüssigkeiten beschreibt, ist das Darcy.

## Definition
Abweichend von der geotechnischen Permeabilität {\displaystyle K} (SI-Einheit m²) ist die Permeabilität im Sinne des Barrer definiert als:
{\displaystyle {\frac {K}{\eta }}={\frac {Q\,x}{A\,\Delta p}}}
mit
- der dynamischen Viskosität {\displaystyle \eta } (SI-Einheit {\displaystyle {\tfrac {\mathrm {N} \cdot \mathrm {s} }{\mathrm {m} ^{2}}}={\tfrac {\mathrm {kg} }{\mathrm {m} \cdot \mathrm {s} }}})
- der Durchflussrate (Permeationsrate) {\displaystyle Q} durch das Material, bezogen auf das Volumen unter Normbedingungen und daher angegeben in cm3/s
- der Dicke {\displaystyle x} des Materials in cm
- der durchströmten Fläche {\displaystyle A} in cm2
- der Druckdifferenz {\displaystyle \Delta p} in cmHg.

Das Barrer ist definiert als
{\displaystyle {\begin{aligned}1\ {\text{Barrer}}&=10^{-10}\,{\frac {{\mathrm {cm} ^{3}}(\mathrm {STP} )}{\mathrm {s} }}\cdot {\frac {\mathrm {cm} }{\mathrm {cm} ^{2}\cdot \mathrm {cmHg} }}\\&=10^{-10}\,{\frac {\mathrm {cm} ^{3}}{\mathrm {s} \cdot \mathrm {cm} \cdot \mathrm {cmHg} }}\end{aligned}}}
wobei {\displaystyle \mathrm {cm} ^{3}(\mathrm {STP} )} der "standard cubic centimer" {\displaystyle (cc)} des Gases ist. Es beschreibt die Stoffmenge eines (idealen) Gases, die bei Standardbedingungen in einem Kubikzentimeter enthalten ist und ist nicht mit einem Volumen zu verwechseln.
Damit ergibt sich das Barrer in SI-Einheiten wie unten beschrieben. 
Die Flussrate kann über das ideale Gasgesetz auch in mol/s dargestellt werden (vgl. Molvolumen):
{\displaystyle {\begin{aligned}p\cdot V&=n\cdot R_{\mathrm {m} }\cdot T\\\Leftrightarrow Q={\frac {V}{t}}&={\frac {n}{t}}\,{\frac {R_{\mathrm {m} }\cdot T}{p}}\\\Leftrightarrow {\dot {n}}&={\frac {Q\cdot p}{R_{\mathrm {m} }\cdot T}}\\\Rightarrow 1\,{\frac {\mathrm {m} ^{3}}{\mathrm {s} }}\cdot {\frac {101325\,\mathrm {Pa} }{8{,}314\,{\tfrac {\mathrm {J} }{\mathrm {mol} \,\mathrm {K} }}\cdot 273{,}15\,\mathrm {K} }}&\approx 44{,}6\,{\frac {\mathrm {mol} }{\mathrm {s} }}\end{aligned}}}
mit
- p – Druck
- V – Volumen
- n – Stoffmenge
- Rm – universelle oder molare Gaskonstante
- T – absolute Temperatur
- t – Zeit.

Damit ergibt sich:
{\displaystyle {\begin{aligned}\dots \Rightarrow 1\ {\text{Barrer}}&\approx 7{,}5006\cdot 10^{-18}\cdot 44{,}6\,\mathrm {mol} \cdot {\frac {\mathrm {s} }{\mathrm {kg} }}\\&\approx 3{,}346\cdot 10^{-16}\,{\frac {\mathrm {mol} \cdot \mathrm {s} }{\mathrm {kg} }}\end{aligned}}}

### Permeationsrate
Die Rate der Gaspermeation folgt der Richtung der Partialdruckdifferenz:
{\displaystyle \dots \Leftrightarrow Q={\frac {K\,A\,\Delta p}{\eta \,x}}}
Sie nimmt linear zu mit dem Druck und mit dem Durchdringungsquerschnitt, sie nimmt linear ab mit der Länge des Permeationsweges und verhält sich wie eine molekulare Strömung.

### Permeationskoeffizient
In der Lecksuchtechnik gibt man statt der Permeationsrate {\displaystyle Q} ihr Produkt mit der Druckdifferenz {\displaystyle \Delta p} an, also die Verlustleistung
{\displaystyle P=\Delta p\cdot Q}
Der Permeationskoeffizient {\displaystyle C} definiert das Permeationsverhalten einer Kombination Gas zu Material:
{\displaystyle {\begin{aligned}C&=10^{8}\cdot {\frac {P\cdot x}{A\cdot \Delta p}}\\&=10^{8}\cdot {\frac {Q\cdot x}{A}}\\&=10^{8}\cdot {\frac {K}{\eta }}\cdot \Delta p\end{aligned}}}
mit
- P – Verlustleistung in {\displaystyle \mathrm {mbar} \cdot {\frac {\mathrm {l} }{\mathrm {s} }}=10^{2}\,\mathrm {Pa} \cdot 10^{-3}\,{\frac {\mathrm {m} ^{3}}{\mathrm {s} }}=0{,}1\,\mathrm {W} } (W = Watt)
- x – Länge des Permeationspfades in cm
- A – Permeationsquerschnitt in cm2
- {\displaystyle \Delta p} – Partialdruckdifferenz in bar.

Der Permeationskoeffizient {\displaystyle C} beträgt z. B. für
- Helium durch Teflon: {\displaystyle C=523\cdot 10^{-4}\,{\frac {\mathrm {m} ^{2}}{\mathrm {s} }}=523\,{\frac {\mathrm {mbar} \cdot {\tfrac {\mathrm {l} }{\mathrm {s} }}\cdot \mathrm {cm} }{\mathrm {cm} ^{2}\cdot \mathrm {bar} }}}
- Wasserstoff durch Teflon: {\displaystyle C=17{,}8\cdot 10^{-4}\,{\frac {\mathrm {m} ^{2}}{\mathrm {s} }}}
- Helium durch Pyrex-Glas: {\displaystyle C=0{,}09\cdot 10^{-4}\,{\frac {\mathrm {m} ^{2}}{\mathrm {s} }}}.

Aufgelöst nach der Verlustleistung ergibt sich:
{\displaystyle \Leftrightarrow P=10^{-8}\cdot {\frac {C\cdot A\cdot \Delta p}{x}}.}
So ist z. B. die Verlustleistung von Helium durch eine Teflonmembrane mit einer Dicke {\displaystyle x=1\,\mathrm {mm} } und einer Fläche {\displaystyle A=10\,\mathrm {cm} ^{2}} bei einer Druckdifferenz {\displaystyle \Delta p=1\,\mathrm {bar} }:
{\displaystyle {\begin{aligned}P&=10^{-8}\cdot {\frac {523\,{\frac {\mathrm {mbar} \cdot {\tfrac {\mathrm {l} }{\mathrm {s} }}\cdot \mathrm {cm} }{\mathrm {cm} ^{2}\cdot \mathrm {bar} }}\cdot 10\,\mathrm {cm} ^{2}\cdot 1\,\mathrm {bar} }{1\,\mathrm {cm} }}\\&=5{,}23\cdot 10^{-5}\,\mathrm {mbar} \cdot {\frac {\mathrm {l} }{\mathrm {s} }}\\&=5{,}23\,\mu \mathrm {W} \end{aligned}}}